# Pierre Antoine Sain
Pour les articles homonymes, voir Sain.
Pierre Antoine Sain, né le 21 octobre 1814 à Anse (Rhône) et mort le 16 juin 1862 à Anse, est un homme politique français.
Il fut préfet de la Loire en février 1848, puis député de la Loire de 1849 à 1851, siégeant à gauche.

## Sources
- « Pierre Antoine Sain », dans Adolphe Robert et Gaston Cougny, Dictionnaire des parlementaires français, Edgar Bourloton, 1889-1891 [détail de l’édition]